# 축제일
《축제일》(Jour de Fête)은 1949년에 개봉한 프랑스의 코미디 영화이다. 《축제일》은 솜씨없고 일에 집중을 못하는 한 프랑스 우체부가 마을에서 겪는 사건들을 중심으로 전개되며 후반부에서는 미국의 우편 체계에 맞서기 위해 하는 묘기들로 이루어져 있다. 《축제일》은 이외에 여러 인물들을 등장시켜 전개한다. 이 영화는 본래 흑백 영화 및 초기 컬러 촬영 기법으로 이후 자주 쓰이지 않은 톰슨 컬러로 동시 촬영되었으나 타티가 톰슨 컬러에 대해 불만을 가지고 있고 또한 컬러 촬영 제작사가 파산하여 더 이상 촬영하지 못하자 흑백으로만 개봉하였다. 타티는 이후 한 프레임씩 손수 컬러 작업을 통한 컬러본도 제작하였다. 1995년에 컬러 필름에 대한 복원이 끝나 타티의 딸인 소피 타티셰프와 촬영 감독 프랑수아 에데에 의해 개봉되었다. 이 영화는 프랑스 중부의 시골 마을인 생세베르서앵드르에서 촬영되었으며 마을의 여러 주민들이 엑스트라로 참여하였다.

## 캐스팅
- 자크 타티 - 프랑수아
- 가이 데톰블 - 로저
- 폴 프랑커 - 마르셀
- 산타 렐리 - 로저의 아내
- 마인 발리 - 자넷
- 델카산 - 수다쟁이
- 로저 라팔 - 미용사